# Masdorans
Masdorans (Masdorani, Μασδωρανοὶ o Μαζωρανοί) fou un poble salvatge de les muntanyes Masdoranus, entre Pàrtia i Aria o Ariana i vers el sud-oest cap a Carmània. Són esmentats per Claudi Ptolemeu.